# Мухаммед Азам-хан
Мухаммед Азам-хан (пушту محمد عظم خان; нар. 1820–1870) — емір Афганістану з 7 жовтня 1867 року до 21 серпня 1868 року.

## Життєпис
Походив з династії Баракзай. Був п'ятим сином афганського еміра Дост Мохаммед-хана. Його матір'ю була донька мулли Садіка Алі. Народився 1820 року. Він супроводжував батька, коли 12 серпня 1839 року той зазнав поразки від англійців. Разом з родиною втік до Бухари. Повернувся 1842 року. 1843 року призначається сардаром (губернатором) місто Логар в Кабулистані. 1851 року деякий час був тимчасовим сардаром Кабула. 1855 року придушив заворушення в Кандагарі. Того ж року призначається сардаром міста Хост і долини Куррам. 1857 року брав участь у придушенні повстання племен на півночі від Гіндукушу.
1862—1863 року брав участь у військовій кампанії Дост Мухаммедаз підкорення Гератського ханства. 1864 року виступив на захист брата Афзаля проти іншого брата — Шир Алі, еміра Афганістану. Втім зазнав поразки перед Кабулом, після чого втік до Британської Індії. 1866 року спланував новий виступив проти Шир Алі: сам рушив з боку Равалпінді, а його небіж Абдуррахман захопив Балх. Невдовзі Шир Алі було повалено. Але той зміг зміцнитися в Гераті.
1867 року спадкував братові Мухаммед Афзаль-хану. Невдовзі проти нього виступив брат Шир Алі. У битвах при Сешгаві та Занакані Мухаммед Азам-хан зазнав поразок. 21 серпня 1868 року було втрачено Кабул. Мухаммед Азам-хан втік до сістану, де до 1869 року чинив спротив. Потім втік до Персії, де помер 1870 року в Шахруді.